# Orbit Hopper
Orbit Hopper是一个非传统赛车类的竞速游戏，仿照的对象是SkyRoads。

## 游戏方式
太空跑道速度竞赛，以最快的速度到达终点。
不过只能跳跃和贴着表面飞行。

## 特点
- 有速度挑战，单人游戏，多人游戏三种模式。
- 支持幽灵（影子）模式。
- 10多种特殊平面。
- 自带70多张地图，内置关卡编辑器。
- 支持双人游戏（分屏）。